# Didier Pironi
Didier Pironi   (Villecresnes, 26 de març de 1952 - Illa de Wight, 23 d'agost de 1987) fou un pilot de Formula 1 que va competir en 72 GP de Formula 1. També va aconseguir altres èxits en el món de l'automobilisme, com les 24 Hores de Le Mans de l'any 1978 al volant d'un Renault Alpine A442B.

## Biografia
Al principi Pironi va començar com a estudiant d'enginyeria però ho va acabar deixant quan es va involucrar plenament en l'escola de pilotatge de Paul Ricard. L'any 1972 va rebre una subvenció de la petrolera francesa Pilot Elf (rebuda també per altres pilots francesos com Patrick Tambay o Alain Prost), i va començar en les seves primeres competicions habitualment al volant de vehicles motoritzats per Renault. Finalment, va debutar a la màxima categoria de l'automobilisme el 15 de gener de 1978 al volant d'un Tyrrell. Aquell mateix any va formar equip amb Jean-Pierre Jaussaud a les 24 hores de Le Mans i, en representació de Renault, va aconseguir guanyar-les.
Després de dues temporades amb l'equip Tyrrell el pilot francès va preferir signar per Guy Ligier i al volant d'un Ligier és on va aconseguir la seva primera victòria al Gran Premi de Bèlgica disputat a Zolder. Durant la temporada, a més, va aconseguir algun podi més i, impressionat per les seves actuacions, Enzo Ferrari va interessar-se per Didier. L'any 1981 Pironi ja va signar per l'escuderia.
Formant equip amb Gilles Villeneuve, Pironi va ser rarament superat en la seva primera temporada a la Ferrari; tot i així, no va aconseguir el campionat que tenia al cap, ja que en nombroses ocasions va expressar el seu desig de ser el primer pilot francès en aconseguir el campionat. Malgrat tot, l'any 1982 fou un any trist i complicat, ja que en l'escuderia hi va haver problemes per decidir qui era el primer pílot de cara al títol d'aquella temporada. Didier va aprofitar la confusió per avançar el seu company Gilles Villeneuve en l'última volta del Gran Premi de San Marino, quan semblava que el canadenc ja donava per fet que el seu company d'equip no lluitaria per la posició. Gilles però va morir en la qualificació de la següent cursa, el Gran Premi de Bèlgica de 1982 a Zolder, després d'un accident terrible, alguns membres de l'equip Ferrari atribuïren la imprudència del canadenc a l'obsessió d'aquest a superar el temps de Pironi, a causa de l'enuig de les situacions produïdes en la cursa anterior.
Malgrat la decepció per Gilles, Pironi amb un cotxe ràpid i fiable semblava que obtindria fàcilment aquell títol però els esdeveniments varen canviar inesperadament.
Entre els motius d'aquest gir hi va haver el trencament del seu matrimoni, el final de la bona harmonia a l'equip Ferrari a causa de la tragèdia de Zolder i el fet de viure, en primera persona, la mort de Riccardo Paletti al GP de Canada de 1982, després que en la sortida de la cursa Ricardo xoques amb el cotxe calat de Pironi. Posteriorment, els membres de l'equip Ferrari comentaren que Didier, després de tots aquests fets, va respondre fredament i de forma arrogant donant per feta la seva victòria al campionat de 1982. Finalment, però, als entrenaments lliures de Hockenheim tot va canviar drasticament, ja que avançant innecessàriament a Derek Daly de Williams Pironi, sense visió, va xocar amb la part posterior del Renault de Prost en un accident molt similar al que va posar fi a la vida de Gilles Villeneuve. Pironi va sobreviure però les seves lesions a les cames varen acabar amb la seva carrera a l'automobilisme.
El 23 d'agost de 1987 Didier Pironi va morir en un accident prop de l'Illa de Wight a Anglaterra, on també varen morir el periodista Bernard Giroux i un vell amic seu, Jean-Claude Guenard.

## Resultats a la Fórmula 1
(Clau de colors)
(Les curses en negreta indiquen pole position)
| Any  | Equip   | 1       | 2       | 3       | 4       | 5      | 6       | 7       | 8       | 9       | 10      | 11      | 12      | 13      | 14      | 15     | 16    | Equip   | WDC | Punts |
| ---- | ------- | ------- | ------- | ------- | ------- | ------ | ------- | ------- | ------- | ------- | ------- | ------- | ------- | ------- | ------- | ------ | ----- | ------- | --- | ----- |
| 1978 | Tyrrell | ARG 14  | BRA 6   | SAF 6   | SAW Ret | MON 5  | BEL 6   | SPA 12  | SWE Ret | FRA 10  | GBR Ret | DEU 5   | AUT Ret | DUT Ret | ITA Ret | USA 10 | CAN 7 | Tyrrell | 15è | 7     |
| 1979 | Tyrrell | ARG Ret | BRA 4   | SAF Ret | SAW DSQ | SPA 6  | BEL 3   | MON Ret | FRA Ret | GBR 10  | DEU 9   | AUT 7   | DUT Ret | ITA 10  | CAN 5   | USA 3  |       | Tyrrell | 11è | 14    |
| 1980 | Ligier  | ARG Ret | BRA 4   | SAF 3   | SAW 6   | BEL 1  | MON Ret | FRA 2   | GBR Ret | DEU Ret | AUT Ret | DUT Ret | ITA 6   | CAN 3   | USA 3   |        |       | Ligier  | 5è  | 32    |
| 1981 | Ferrari | SAW Ret | BRA Ret | ARG Ret | RSM 5   | BEL 8  | MON 4   | SPA 15  | FRA 5   | GBR Ret | DEU Ret | AUT 9   | DUT Ret | ITA 5   | CAN Ret | LAS 9  |       | Ferrari | 13è | 9     |
| 1982 | Ferrari | SAF 18  | BRA 6   | SAW Ret | RSM 1   | BEL WD | MON 2   | SAE 3   | CAN 9   | DUT 1   | GBR 2   | FRA 3   | DEU DNS | AUT     | SWI     | ITA    | LAS   | Ferrari | 2n  | 39    |